# Scotiella nivalis
Espèce
Scotiella nivalis est une espèce d'algues vertes du genre des Scotiella et de la famille des Oocystaceae.